# Robert Gilpin
Pour les articles homonymes, voir Gilpin.
Robert George Gilpin, né le 2 juillet 1930 et mort le 20 juin 2018 à Waterbury (Vermont), est un chercheur américain en économie politique internationale.
Professeur émérite (chaire Eisenhower) en politique et affaires internationales à la Woodrow Wilson School of Public and International Affairs de l'université de Princeton, Robert Gilpin est spécialisé en économie politique des relations internationales, spécialement sur les effets des multinationales sur l'autonomie des États. Il est considéré comme le chef de file de l’économie politique internationale et une des figures de proue du néoréalisme.

## Formation et carrière
Robert Gilpin est diplômé de l'université du Vermont en 1952. En 1954, il passe son mastère à l'université Cornell. Après avoir été trois ans officier dans l'US Navy, il obtient son doctorat en 1960 à l'université de Californie à Berkeley. Il rejoint ensuite l'université de Princeton en 1962 et en devient professeur en 1967.
Robert Gilpin a été Guggenheim fellow en 1969, Rockefeller fellow en 1967-1968 et de nouveau en 1976-1977. Il est membre de l'Académie américaine des arts et des sciences, de l'American Political Science Association dont il a été vice-président en 1984-1985, ainsi que du Council on Foreign Relations.
Les recherches de Robert Gilpin portent sur l'étude de la politique américaine contemporaine au Moyen-Orient en se plaçant d'un point de vue réaliste.

### Famille
Robert Gilpin réside à Greensboro dans le Vermont avec sa femme et ses trois enfants.

## War and Change in World Politics(1981)
Dans cet ouvrage, Robert Gilpin affirme que la cause des guerres est la variable économique. Cette œuvre est un projet holiste, bien qu'il réduise son analyse aux entités étatiques (réalisme classique). Il théorise la stabilité hégémonique et la guerre cyclique. Dans un système international, il y a toujours une puissance hégémonique (Athènes au Ve siècle av. J.-C., Espagne au XVIe siècle, France au XVIIe siècle, Grande-Bretagne au XIXe siècle, États-Unis au XXe siècle… Chine au XXIe siècle ?). La puissance de l'hégémon est à la fois positive (avantages tirés sur les dominés) et négative (grandes dépenses de richesses pour garder la première place). Mais c'est toujours le coût qui finit par l'emporter sur les avantages, et c'est alors que la puissance commence à décliner. Robert Gilpin dégage ainsi une loi tendancielle du déclin de la puissance. C’est le différentiel entre les recettes et les dépenses qui montre qu’une puissance est en déclin ou non. Le différentiel augmente jusqu'à produire une « faille » dans laquelle s'engouffrent des rising challengers, apparus avec le déclin de l'hegemon. Cela provoque une phase de guerres, qui aboutit généralement au passage d'un hegemon à un autre.

## Œuvre
- (en) American Scientists and Nuclear Weapons Policy (1962)
- (en) France in the Age of the Scientific State (1968)
- (en) US Power and the Multinational Corporation (1975)
- (en) War and Change In World Politics (1981)
- (en) Hegemonic War and the Peloponnesian War
- (en) The Political Economy of International Relations (1987) - Ce livre a eu le prix du Best New Professional and Scholarly Book en affaire, management et économie et le prix de la Fondation Woodrow Wilson du meilleur livre en science politique en 1988
- (en) The Challenge of Global Capitalism (2000)
- (en) Global Political Economy: Understanding the International Economic Order (2001)